# Нітрянське Правно
Нітрянське Правно (словац. Nitrianske Pravno) — село, громада округу Пр'євідза, Тренчинський край. Кадастрова площа громади — 31.2 км². Протікає річка Тужина.
Населення 3191 особа (станом на 31 грудня 2020 року).

## Історія
Нітрянське Правно згадується 1393 року.

## Населення
| Рік:            | 1994. | 2004.   | 2014.   | 2024.   |
| --------------- | ----- | ------- | ------- | ------- |
| Кількість осіб: | 3016  | 3175    | 3203    | 3077    |
| Різниця:        |       | +5,27 % | +0,88 % | -3,93 % |

| Рік:            | 2023. | 2024.   |
| --------------- | ----- | ------- |
| Кількість осіб: | 3111  | 3077    |
| Різниця:        |       | -1,09 % |